# Plan Vuskovic

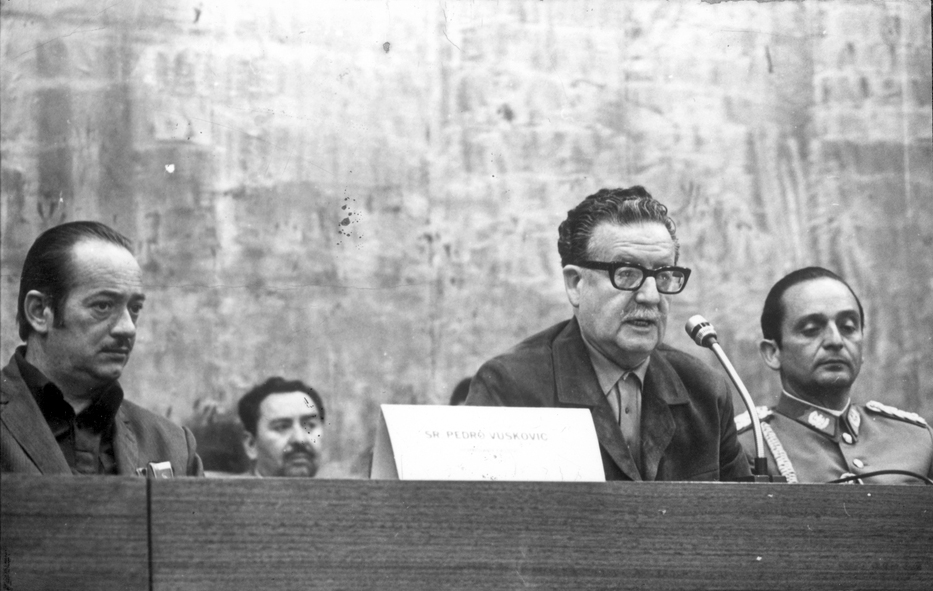
Pedro Vuskovic y Salvador Allende en 1971.

El Plan Vuskovic fue la base para la política económica del gobierno de la Unidad Popular (UP) del presidente chileno Salvador Allende. Lleva el nombre de su redactor, el ministro de Economía Pedro Vuskovic, quien había trabajado anteriormente con la CEPAL. A pesar de que obtuvo buenos resultados en 1970, la hiperinflación reapareció en 1972. En 1973, Chile estaba en una grave crisis, pues la inflación era de porcentajes sobre 100, el país no tenía reservas de divisas, y el PIB estaba cayendo.

## Antecedentes
El objetivo general del gobierno de Allende y la Unidad Popular era lograr una transición hacia el socialismo utilizando los medios democráticos. Esto implicaría un programa político y económico dirigido a arrebatar el control de la economía de las manos de los dueños de negocios, y colocarlo en manos del Estado. De ese modo sería más fácil desmantelar las diversas instituciones relacionadas con el capitalismo occidental. La figura clave en la política económica del gobierno de la Unidad Popular fue el primer ministro de Economía, Pedro Vuskovic. De acuerdo con la economía keynesiana, quería implementar una redistribución masiva de los ingresos mediante el aumento de salarios y aumentando el gasto público, a través del cual el poder adquisitivo de la población aumentaría y a su vez el consumo en general. Estas medidas activarían la capacidad del aparato productivo chileno (que era relativamente grande) y generarían un clima de prosperidad. Si esta estrategia hubiese dado sus frutos, habría tenido el efecto de reforzar la posición del gobierno, lo que le habría permitido avanzar mucho más rápido en su programa revolucionario.
El programa macroeconómico se basaba en varios supuestos clave, siendo el más importante el hecho de que el sector manufacturero tuvo una amplia capacidad subutilizada. La falta de utilización plena era, a su vez, atribuida a dos factores fundamentales: la naturaleza monopolista de la industria manufacturera y la estructura de la distribución del ingreso. Sobre la base de este diagnóstico, influenciado por las ideas keynesianas de apoyo a la demanda agregada, se pensaba que si el ingreso se redistribuía hacia los grupos más pobres a través de un aumento de los salarios y si los precios se controlaban adecuadamente, habría una expansión significativa de la demanda y la producción. Esto proporcionó la base teórica de la creencia de que los grandes déficit fiscales no serían necesariamente inflacionarios. En cuanto a la inflación, el programa de la UP culpó a las rigideces estructurales (es decir, lenta o nula respuesta de la cantidad ofrecida a los aumentos de precios), los cuellos de botella, y el papel de la fijación monopolista de precios, y restó importancia al papel de las presiones fiscales y la creación de dinero.

## Aplicación
El plan consideraba las siguientes medidas económicas como necesarias:
- La nacionalización de los recursos básicos del país.
- La nacionalización de las grandes empresas extranjeras, que se consideraban como el drenaje de la riqueza del país.
- La reforma agraria: la ruptura de los latifundios y la redistribución de la tierra a los campesinos.
- La transferencia de los bancos y las grandes empresas a la propiedad del Estado con el fin de obtener el control sobre el crédito interno y los ingresos.
- Una masiva redistribución de la renta. Estas medidas fueron consideradas como una primera fase y, en teoría, podrían formar la base de un movimiento popular-social. Después de haber ganado el apoyo popular de las masas, el gobierno estaría en condiciones de hacer una transición exitosa a la sociedad socialista.

Se prestó poca atención al sector financiero, dada la orientación de los tecnócratas económicos del nuevo régimen hacia la sustitución de importaciones, la filosofía estructuralista de la CEPAL (Comisión Económica de las Naciones Unidas para América Latina y el Caribe). De hecho, el ministro de Asuntos Exteriores y Vicepresidente de Allende, Clodomiro Almeyda, señala en sus memorias cómo en la primera reunión postelectoral del equipo económico, estos tecnócratas sostuvieron expresamente y de forma convincente que la gestión monetaria y financiera no merecía demasiada atención. Alfonso Inostroza, el presidente del Banco Central de Chile, declaró a principios de 1971 que el principal objetivo de la política monetaria era «transformarla en un instrumento clave... para lograr la movilización completa de los recursos productivos, y su asignación a las áreas que el gobierno le da prioridad...». Esto fue consistente con la opinión de la inflación de quienes defendían el estructuralismo.
El presidente estadounidense, Richard Nixon, había hecho saber que quería «hacer gritar la economía (chilena)» y esta política fue esbozada en el Memorando de Decisión de Seguridad Nacional (MDSN) 93, emitido en noviembre de 1970:

Toda nueva ayuda extranjera bilateral debía ser detenida, aunque los desembolsos continuarían bajo préstamos anteriores. Los Estados Unidos utilizarían su posición predominante en las instituciones financieras internacionales para secar el flujo de nuevos créditos multilaterales u otra asistencia financiera. En la medida en que sea posible, se acabaría la asistencia financiera o garantías de los Estados Unidos a la inversión privada en Chile, y las empresas de Estados Unidos se harían conscientes de la preocupación del gobierno y sus políticas restrictivas...
MDSN 93, 1970.

## Resultados

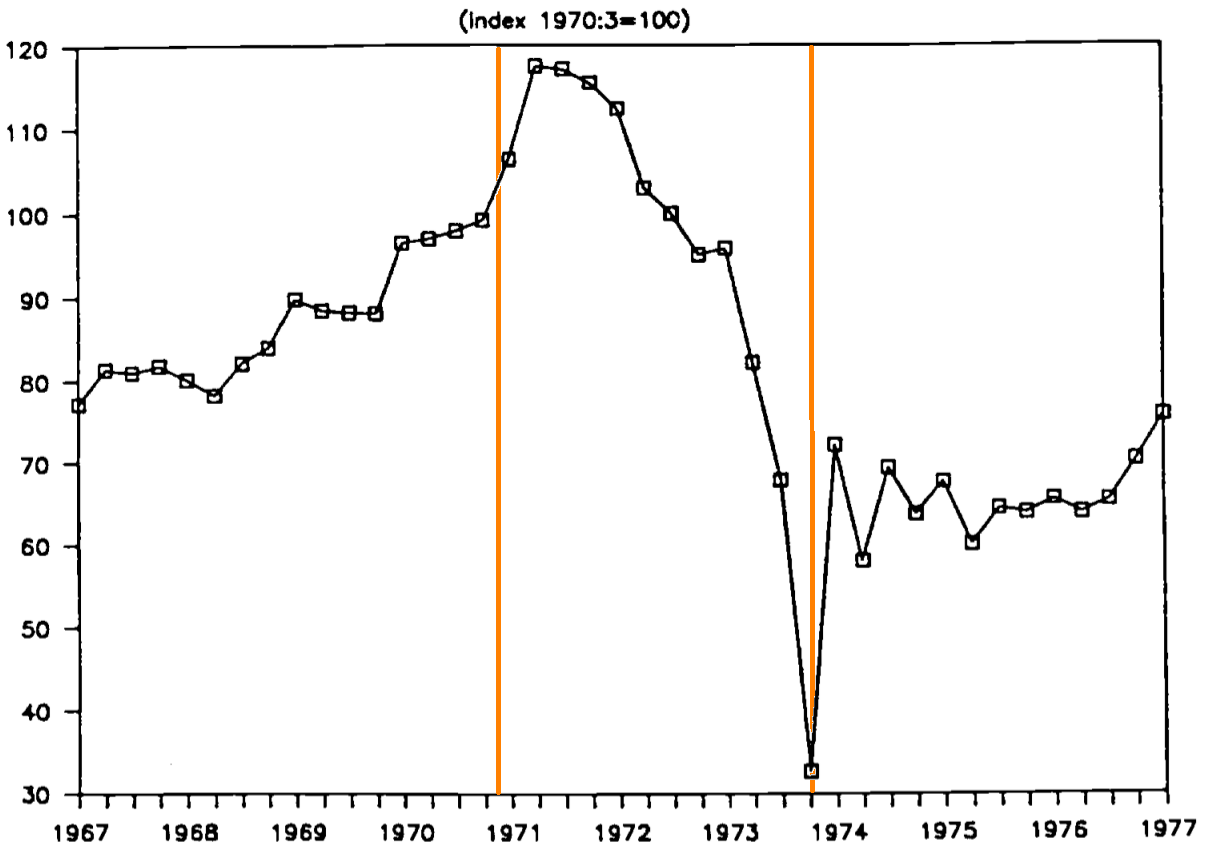
Salario real promedio de Chile entre 1967 y 1977. Las líneas naranjas marcan el principio y fin de la presidencia de Allende.

El primer año se registró un crecimiento industrial del 12% y un aumento del 8,6% en el PIB, acompañado de importantes descensos en la inflación (del 34,9% a 22,1%) y el desempleo (hasta 3,8%).[cita requerida] Además del aumento del empleo, Allende también elevó los salarios en varias ocasiones a lo largo de 1970 y 1971. Estos aumentos de salarios no fueron reales debido al aumento en los precios de los alimentos. Aunque las subidas de precios también habían sido altas durante el gobierno de Eduardo Frei Montalva (27% anual entre 1967 y 1970), una canasta básica de bienes de consumo aumentó en un 120% desde 190 hasta 421 escudos en un solo mes, agosto de 1972. En el período 1970-1972, mientras Allende estaba en el gobierno, las exportaciones cayeron un 24% y las importaciones aumentaron un 26%, mientras que las importaciones de alimentos aumentaron en un estimado de 149%. A pesar de que los salarios nominales fueron en aumento, no hubo un aumento proporcional en el nivel de vida de la población chilena.
Sin embargo, estos resultados no eran sostenibles. El precio del cobre tuvo una caída en picada y la producción también bajó, con resultados correspondientemente negativos para la economía. Se registró un déficit comercial a fines de 1971 y los inversores privados huyeron. En 1972, la economía chilena dio un giro para peor. Las exportaciones cayeron, las importaciones aumentaron de forma alarmante y la inflación se disparó. Las caídas en las exportaciones se debió principalmente a una caída en el precio del cobre, ya que Chile estaba a merced de las fluctuaciones internacionales en el valor de su único producto de exportación importante. Al igual que en casi la mitad de los países en vías de desarrollo, más del 50 por ciento de los ingresos de exportación de Chile eran de un solo producto básico. La fluctuación adversa en el precio internacional del cobre afectó negativamente a la economía chilena a lo largo de 1971-1972. El precio del cobre cayó desde un máximo de 66 dólares por tonelada en 1970 a sólo 48 y 9 dólares en 1971 y 1972, respectivamente.

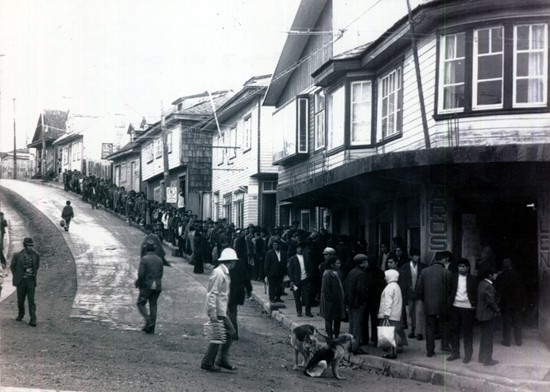
Colas debido al desabastecimiento de productos durante el gobierno de Salvador Allende en 1972.

En 1972, el escudo tenía una inflación galopante de 140%. Desde diciembre de 1972 hasta diciembre de 1973, la tasa de inflación fue de un catastrófico 508%, un ejemplo de hiperinflación. La inflación llevó al surgimiento de mercados negros en el arroz, frijoles, azúcar y harina, y una "desaparición" de estos productos básicos de los estantes de los supermercados. El gobierno intentó evitar esta escasez mediante la creación de Juntas de Abastecimiento y Control de Precios.
Además de la hiperinflación y la caída en el valor del cobre, la falta de ayuda económica deprimió aún más la economía. El crecimiento del PIB cayó del 9% en 1971 a -1,2% en 1972, mientras que la tasa de inflación pasó de 22,1% del año anterior al 163,4%. Pedro Vuskovic fue sustituido como ministro de Economía el 17 de junio de 1972, y el gobierno de Allende anunció que no pagaría las deudas contraídas con los acreedores internacionales y gobiernos extranjeros. Allende también congeló todos los precios mientras aumentaban los salarios, pero el daño ya estaba hecho. Chile había entrado en una recesión importante, con la hiperinflación, un crecimiento negativo del PIB, la falta de suministros y piezas de repuesto, así como un estado de desorden político y social en general. Su puesta en práctica de estas políticas dio lugar a una fuerte oposición por parte de terratenientes, algunos sectores de la clase media, el derechista Partido Nacional, la Iglesia católica (que estaba disgustada con la dirección de la política educativa, especialment el proyecto de la Escuela Nacional Unificada), y finalmente, el Partido Demócrata Cristiano. En septiembre de 1973, la inflación había alcanzado el 381,1% y el crecimiento del PIB se situó en -4,2%.